# バッド・ガール (1931年の映画)
『バッド・ガール』（Bad Girl）は、フランク・ボーゼイギ監督による1931年のアメリカ合衆国のドラマ映画である。ヴィナ・デルマーの1928年の小説とブライアン・マーロウの1930年の舞台劇を基にエドウィン・J・バークが脚本を執筆した。
第5回アカデミー賞で作品賞を含む3部門にノミネートされ、監督賞（ボーゼイギ）と脚色賞（バーク）を受賞した。

## プロット
典型的なニューヨークの女売り子ドロシー・ヘーリーはラジオ屋の修繕掛エディー・コリンスと恋仲となった。ある晩約束しておいたのにエディーが来ないのでどうしたのかと思って彼の下宿へ行って見た。エディーは急ぎのラジオ修理を頼まれたために会いに行かれなかったと言って一生懸命に仕事をしていた。ドロシーは二人で活動かなにか見に行きたがっていた。だがエディーの仕事が済んだとき、外はひどい雨だったので二人は小止みになるまで待っていなければならなかった。その時二人の間に避け難い事が起こってしまった。ドロシーは夜更けるまでエディーの部屋にいた。彼女の兄のジムは妹からエディーとの仲を打明けられた時理解してくれなかった。そしてドロシーは放遂された。翌日彼女はエディーと結婚した。間もなく彼女は自分が妊娠している事を発見した。エディーはこの時ラジオ店を開くつもりで小金を蓄めていた。ドロシーはそれで医者に掛かりたかったがエディーの気持ちを考えればそれも言い出せなかった。彼女はエディーを不機嫌にさせたくない為に心にもなく子供の欲しくないような顔をした。エディーも彼女から話しを聞いてひそかに人の子の父になるのを喜んだがドロシーの様子を見てさりげなく装った。二人は生まれ出づる子供に対して心とは反対のそぶりを示した。分娩の日が近づくにつれドロシーは産科医の診察を受けたいと思った。エディーは彼女のそうした気持ちがよく解った。そこで彼女には内緒でエディーはある拳闘試合に出場する契約を結んだ。出産の兆候がきてドロシーが病院へ入った時は折り悪しく試合の当日だった。何も知らぬ彼女はエディーが来てくれないのを怒った。けれどもようやく試合を済ましたエディーは子供の出産前に駆けつける事が出来た。一切に誤解が解けてドロシーは恙なく女の務めを果たした。始めて子供に対する偽らざる互いの気持ちが知れたとき二人は限りない喜びを味わった。(KINENOTEよりコピーして貼り付け)

## キャスト
- ジェームズ・ダン
- サリー・アイラース（英語版）
- ミナ・ゴンベル（英語版）

## 受賞とノミネート
| 賞           | 年     | 部門                  | 結果       |
| ------------ | ------ | --------------------- | ---------- |
| アカデミー賞 | 作品賞 | フォックス            | ノミネート |
| アカデミー賞 | 監督賞 | フランク・ボーゼイギ  | 受賞       |
| アカデミー賞 | 脚色賞 | エドウィン・J・バーク | 受賞       |